# Rieux-en-Cambrésis
Rieux-en-Cambrésis és un municipi francès, situat a la regió dels Alts de França, al departament del Nord. L'any 2006 tenia 1.454 habitants. Limita al nord amb Iwuy, al nord-est amb Villers-en-Cauchies, a l'oest amb Cambrai, al sud-oest amb Cagnoncles, al sud amb Carnières i al sud-est amb Avesnes-les-Aubert.

## Demografia
| 1962                                       | 1968  | 1975  | 1982  | 1990  | 1999  | 2006  |
| ------------------------------------------ | ----- | ----- | ----- | ----- | ----- | ----- |
| 1.565                                      | 1.410 | 1.421 | 1.384 | 1.416 | 1.360 | 1.454 |
| Des de 1962: població sense dobles comptes |       |       |       |       |       |       |

## Administració
| Període   | Identitat          | Partit |
| --------- | ------------------ | ------ |
| 1977-2001 | Christian Bataille | PS     |
| 2001-     | Michel Moussi      |        |